# Хайдарабад (Пакистан)
Вижте пояснителната страница за други значения на Хайдарабад.
Хайдарабад или Хайдерабад (на синдхи и на урду: حیدرآباد; на английски: Hyderabad) е град в Пакистан, провинция Синд, основан през 1768 г.
По население се нарежда на 8-мо място в Пакистан с 1 732 693 жители по преброяване от 2017 г.

## География
Намира се на 13 m надморска височина в южната част на страната, на източния бряг на река Инд, на около 150 km от Карачи.
Климатът е горещ и влажен, температурите много често достигат и надвишават 40 °С. В града се намира и една от най-добрите и големи зоологически градини в Пакистан.

## Икономика
Намира се в сърцето на селскостопанска област и е важен търговски център за продукцията ѝ (ориз, жито, памук и плодове). Развити са също риболовът и транспортът по река Инд.